# Crocker Land-expeditie

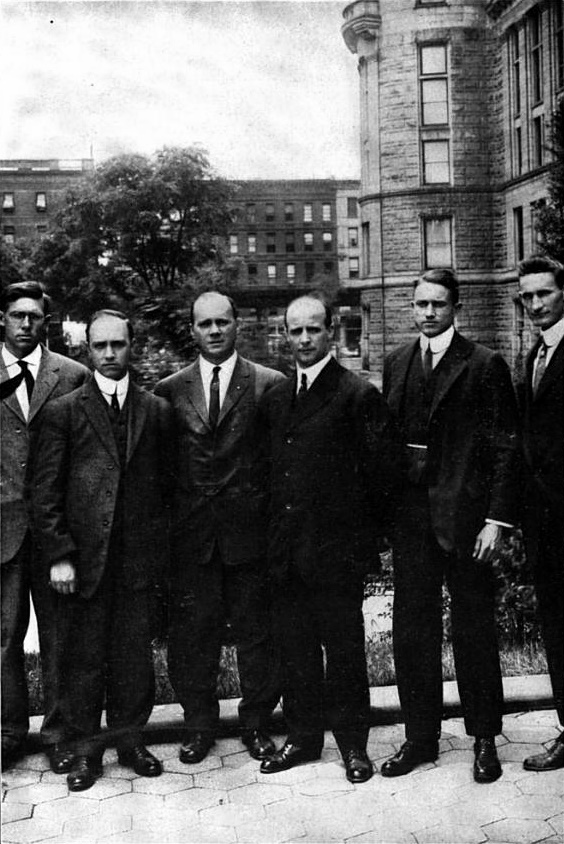

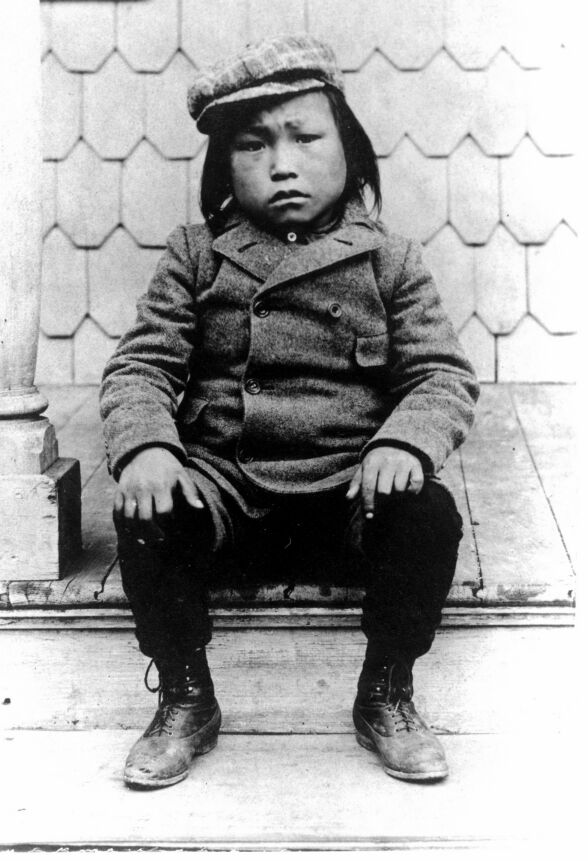
Minik Wallace als kind

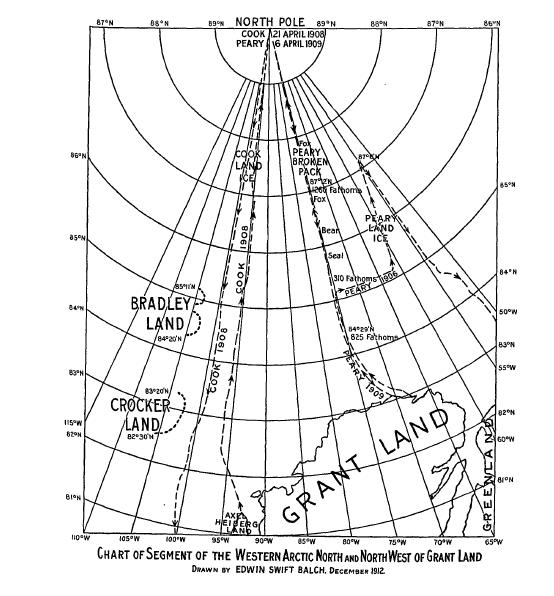
Veronderstelde posities van Crocker Land, gezien door Robert Peary en van Bradleyland gezien door Frederick Cook

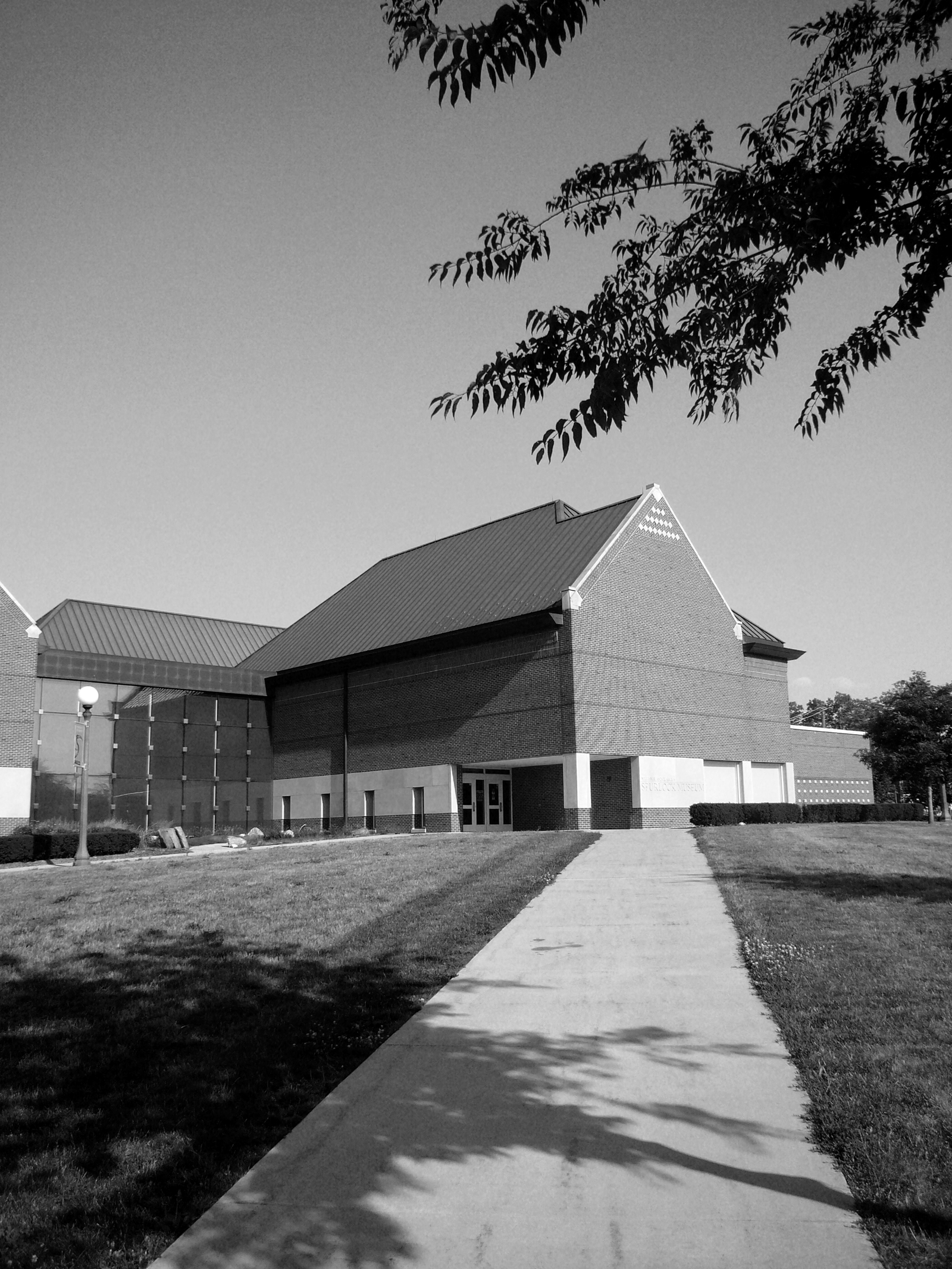
Spurlock Museum

De Crocker Land-expeditie vond plaats in 1913-1914 om onderzoek te doen naar Crocker Land, een groot eiland dat door de ontdekker Robert Peary gezien zou zijn vanaf de top van Kaap Colgate, Ellesmere-eiland, in 1906. Later werd het beschouwd als een verzinsel van Peary, wat onbekend was bij de andere expeditieleden van 1906, waarschijnlijk met het oogmerk financiering te verkrijgen voor een nieuwe expeditie.

## Voorgeschiedenis
Na zijn expeditie van 1906, waarin hij er niet in slaagde de Noordpool te bereiken, berichtte Peary dat hij vanaf de hoge noordwestkust van Ellesmere-eiland in de verte land had gezien. Hij ging er niet heen, maar noemde het Crocker Land naar de bankier George Crocker uit San Francisco, een van zijn financieel ondersteuners. Tegenwoordig is bekend dat zijn bericht niet klopte, in zijn dagboek had hij er niets over geschreven. Het verzinnen van Crocker Land was kennelijk een poging om ondersteuning van Crocker te krijgen voor de expeditie van 1909. Dit lukte overigens niet omdat Crocker besloot alle beschikbare middelen te gebruiken voor het herstel van San Francisco na de aardbeving van 1906.
Het al dan niet bestaan van Crocker Land werd belangrijk na de controversiële gebeurtenissen in 1909, toen zowel Peary als Frederick Cook claimden de Noordpool te hebben bereikt. Omdat Cook zei dat hij door het gebied was getrokken waar Crocker Land zou moeten liggen maar geen land had gezien, zou het wél bestaan van Crocker Land een bewijs zijn van de onwaarheid van zijn claim. Ondersteuners van de claim van Peary gingen daarom op pad om dat land te vinden. 
De expeditie werd georganiseerd door Donald Baxter MacMillan en gesponsord door het American Museum of Natural History, het American Geographical Society, en het Museum of Natural History van de Universiteit van Illinois.
Als geoloog en bioloog ging Walter Ekblaw van de Universiteit van Illinois mee. Marine-officier Fitzhugh Green was ingenieur en natuurkundige. Maurice Cole Tanquary van de Universiteit van  Illinois was zoöloog en als arts ging Harrison J. Hunt mee. Voorts nog twee niet-wetenschappers, Jerome Lee Allen, elektricien en radiotechnicus, en Jonathan Small, kok en klusjesman. De groep werd geassisteerd door een aantal Inuit.
Minik Wallace, een Inuit die door Robert Peary in 1897 als kind was meegebracht naar de Verenigde Staten, ging mee als gids en vertaler.
Als doel van de expeditie, naast het bevestigen en in kaart brengen van Crocker land, werd geformuleerd het verrichten van "geologisch, meteorologisch, aardmagnetisch, seismologisch, plant- en dierkundig, oceanografisch en volkenkundig onderzoek".

## De expeditie
De expeditie verliet Brooklyn Navy Yard op 2 juli 1913. Na vertraging wegens opgelopen averij kwamen ze in de tweede week van augustus aan op Etah, ruim 200 km noordnoordwest van het huidige Pituffik (Thule Air Base) in noordwest-Groenland. De volgende drie weken werden besteed aan het bouwen van een onderkomen dat als hoofdkwartier zou dienen. Gepoogd werd een radiokamer in te richten maar die heeft niet goed gefunctioneerd. Na een aantal voorbereidende tochten om voorraden langs de route aan te leggen, vertrokken MacMillan, Green, Ekblaw en zeven Inuit op 11 maart 1914 voor de 1900 km lange reis naar "Crocker Land". De temperatuur was −32 °C en de weersomstandigheden waren slecht.
Eerst ging de tocht naar het tegenover Groenland gelegen Ellesmere eiland, waar de groep de 1400 meter hoge Beitstadtgletsjer moest beklimmen, wat hen drie dagen kostte. Door de strenge kou liep Ekblaw ernstige bevriezingsverschijnselen op. Hij werd door enkele Inuit naar het basiskamp bij Etah teruggebracht.
Een voor een gaven andere leden van de groep het op en keerden terug. Op 11 april waren aan de rand van de Noordelijke IJszee alleen MacMillan, Green en twee Inuit, Piugaattoq en Ittukusuk, overgebleven. In hondensleden gingen ze het verraderlijke drijfijs op; op 21 april zagen ze aan de horizon iets dat op een groot eiland leek. Zoals MacMillan later zei: "Heuvels en valleien, met sneeuw bedekte pieken strekten zich over ten minste 120 graden van de horizon uit.”
Piugaattoq, een Inuit-jager met 20 jaar ervaring in het gebied, legde uit dat het een illusie was. MacMillan stond erop verder te gaan, ondanks dat het zee-ijs al begon te breken. Nog vijf dagen reisden ze richting de fata morgana tot MacMillan op 27 april moest erkennen dat Piugaattoq gelijk had. De groep keerde om en bereikte juist op tijd het vasteland van Axel Heibergeiland, de volgende dag brak het zee-ijs.

## De dood van Piugaattoq
Nadat ze land hadden bereikt werden Piugaattoq en Green door MacMillan op weg gestuurd om een route langs de westkust van Axel Heibergeiland te verkennen. Omdat het onderweg slecht weer werd moesten ze schuilen in een sneeuwhol. Een van de hondenteams vroor daarbij dood in de sneeuw. Ze kregen ruzie over de vraag of ze verder zouden gaan (Green) of terugkeren (Piugaattoq). Toen Piugaattoq op de enige hondenslee terugging en Green hem naar zijn zeggen lopend niet bij kon houden doodde hij Piugaattoq met een schot in de rug.
Op 4 mei was Green terug bij MacMillan en vertelde wat er was gebeurd. Toen ze weer in Etah op Groenland waren, informeerde MacMillan de andere blanke deelnemers en vroeg hen verder hun mond te houden. Aan de Inuit vertelde hij dat Piugaattoq was verongelukt in de sneeuwstorm of een lawine. Ekblaw zei later dat dit "een van de bedroevendste tragedies was in de annalen van Arctische ontdekkingen."
Green werd nooit vervolgd voor moord of doodslag, hoewel de Inuit dachten dat er meer achter zat dan hen was verteld en dat Green een relatie had met de vrouw van  Piugaattoq, een knappe verschijning. Ze had voorheen een relatie met Peary gehad waaruit twee kinderen werden geboren.
In het tijdschrift Natural History, 1928, nr. 5 schreef Green een bijdrage over de expeditie als geheel. Daarin noemt hij wel de verkenning die hij met Piugaattoq deed maar repte met geen woord over het incident. Wel schreef hij: "The balance of the trip, though long, was without noteworthy event (zonder opmerkelijke gebeurtenis)". Het boek waarin MacMillan de gebeurtenis wél beschreef, was al 10 jaar daarvoor gepubliceerd.

## Terugkeer
De expeditie trachtte terug te keren maar door slecht weer zaten ze nog vier maanden vast op Axel Heibergeiland. In december 1914 vertrokken MacMillan en Tanquary naar Etah, Groenland, met de bedoeling een bericht naar de buitenwereld te zenden dat ze de volgende zomer gered moesten worden. Omdat ze onderweg naar Groenland ook problemen met het slechte weer kregen ging MacMillan terug naar Axel Heibergeiland. Tanquary ging verder en bereikte half maart 1915 uiteindelijk Etah.
Het American Museum of Natural History ontving een boodschap van de expeditie en de George B. Cluett, een schoener ongeschikt voor de Arctische wateren, werd die zomer erheen gezonden onder kapitein George Comer. Het schip kwam nooit aan, raakte vast in het ijs en keerde pas na twee jaar terug.
In 1916 kwam een tweede redding in vergelijkbare problemen terecht. Inmiddels hadden Tanquary, Green en Allen zelf de terugweg naar de V.S. per hondenslee gedaan. De rest van de expeditie werd in 1917 gered door het schip Neptune onder kapitein Robert Bartlett.

## Nasleep
Al werd het niet-bestaande Crocker Land niet gevonden, er werd veel belangrijk onderzoek gedaan. Er werden voorwerpen en foto's meegebracht waarmee de inheemse bevolking en natuurlijke omgeving werden gedocumenteerd.
Honderden foto's van de expeditie en meer dan 200 voorwerpen zijn te zien in het Spurlock Museum van de Universiteit van Illinois. Er is ook een permanente tentoonstelling in het Peary-MacMillan Arctic Museum op het terrein van Bowdoin College in Brunswick, Maine. Verslagen van Tanquary, Ekblaw, MacMillan en Mirriam MacMillan zijn online beschikbaar.

## Afbeeldingen

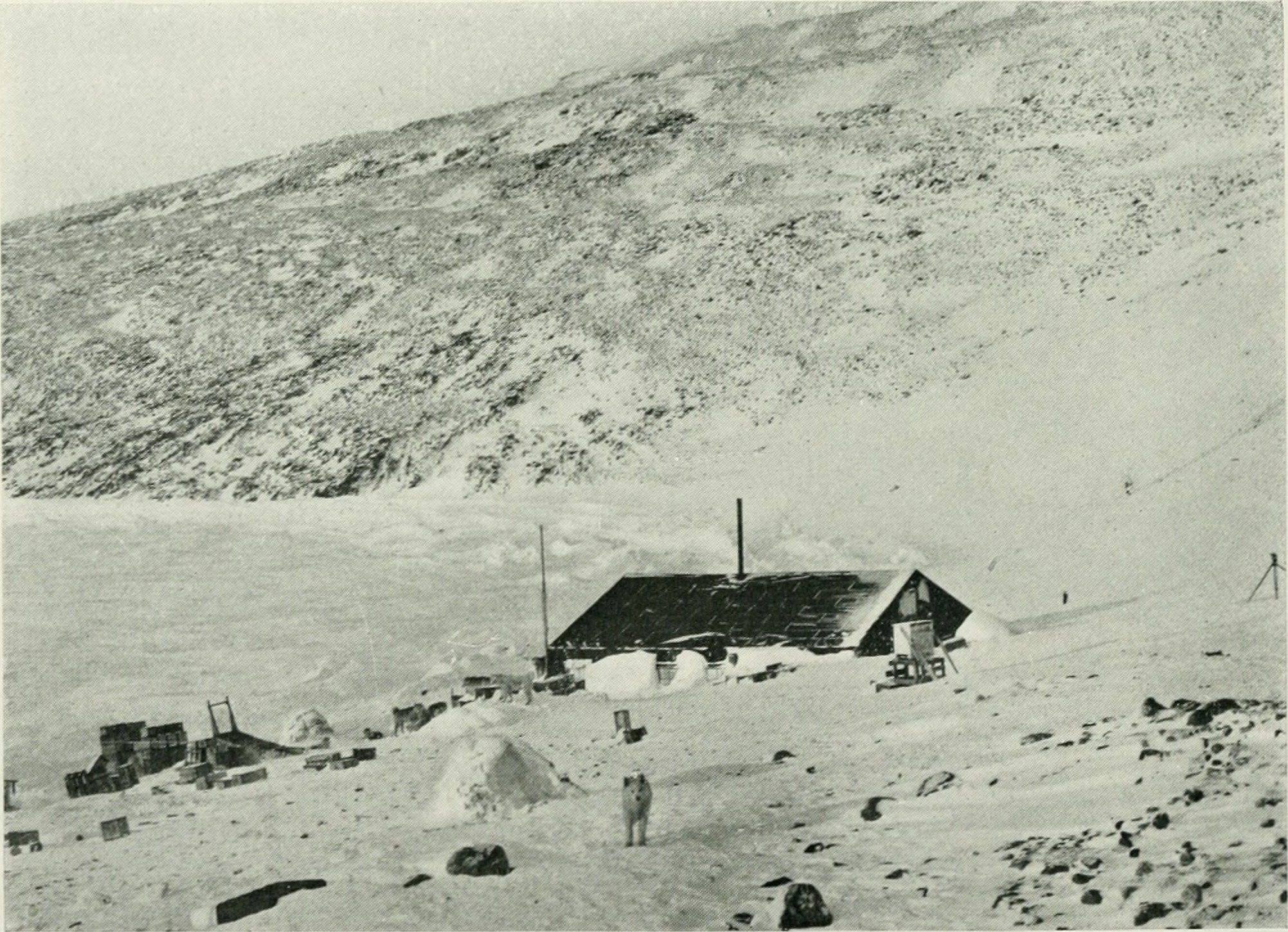
Borup Lodge, het basiskamp in Etah in het vroege voorjaar. Het was een relatief comfortabel onderkomen, met dubbele muren, woonkamer, slaapkamers en verlichting.
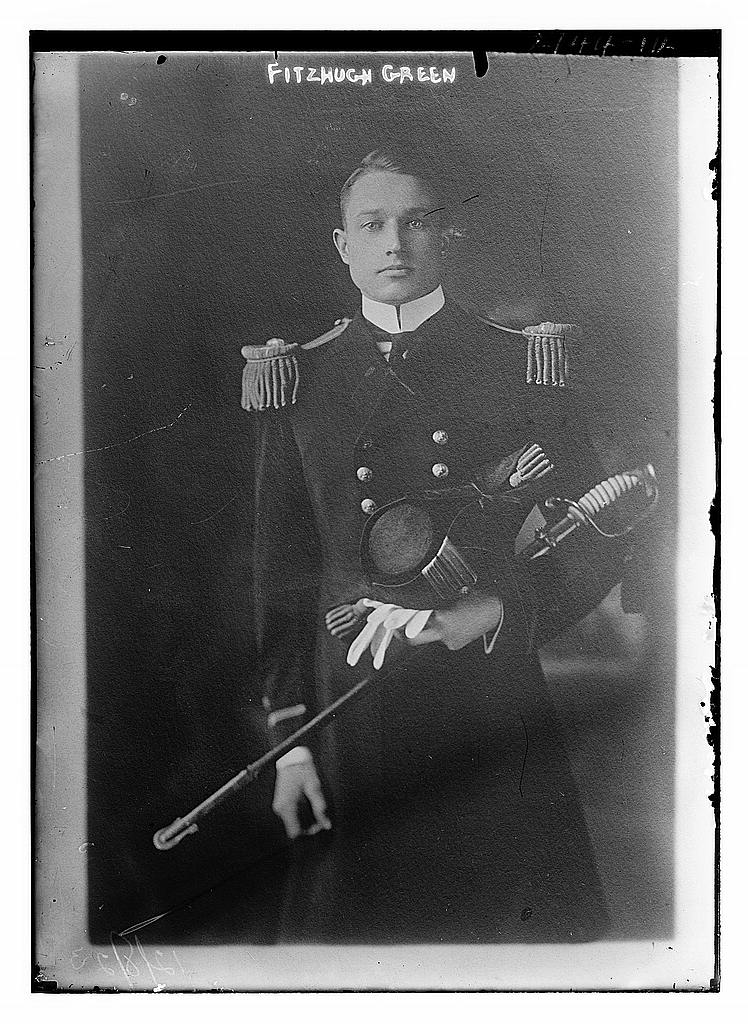
Expeditielid Green